# Aditivación

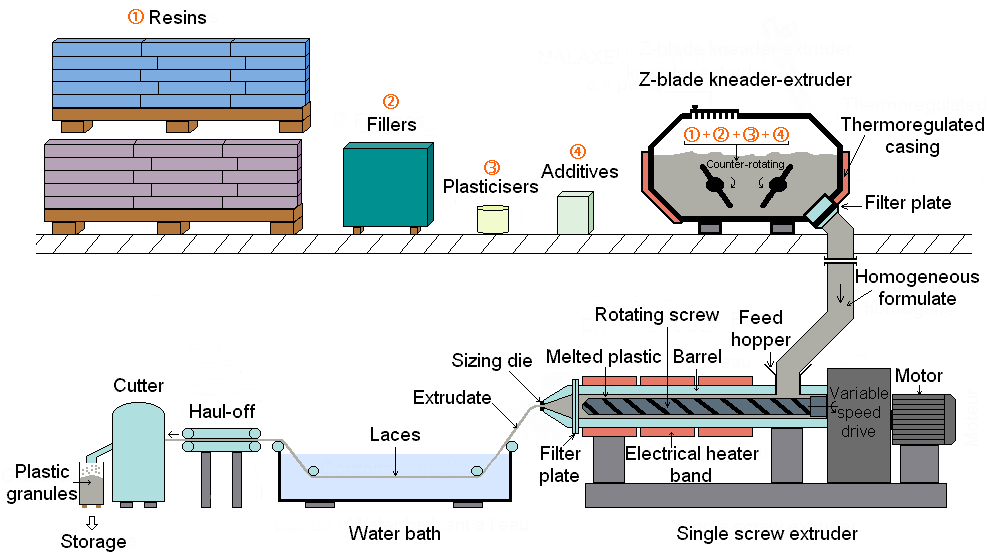
Proceso de aditivación

La aditivación, también conocida como compounding (del inglés), es el proceso de mezclado físico en el cual se añaden a un polímero base una serie de aditivos (agentes plastificantes y estabilizantes) con el fin de obtener mediante extrusión un producto homogéneo de propiedades determinadas.
Los productos obtenidos mediante compounding tienen propiedades mejoradas respecto al polímero base del que se obtienen, por lo que pueden emplearse para aplicaciones con requerimientos técnicos elevados, como pueden ser la automoción o la industria alimentaria.
Las empresas que se especializan en la fabricación y venta de material aditivado son conocidos como compounders.

## Aditivos
Los aditivos a añadir mediante compounding pueden presentarse en forma de polvo, pellets, masterbatch, líquido, requiriendo cada tipología de aditivo un método de adición específico. Algunos de los aditivos que se añaden se listan a continuación.

### Plastificantes
Reducen la temperatura de transición vítrea, aumentan la flexibilidad y elasticidad, ayudan en la lubricación del material. No se unen químicamente al polímero base.
Son de especial importancia en el PVC. 

### Retardantes de llama
Reducen la inflamabilidad del plástico influyendo negativamente sobre la combustión.

### Antiestáticos
Los polímeros poseen generalmente mala conductividad eléctrica, lo que puede provocar una acumulación de carga estática. Estos aditivos mejoran la conductividad del polímero ayudando a dispersar la carga.

## Proceso
El proceso de compounding se realiza habitualmente mediante extrusoras específicamente diseñadas para ello. En una extrusora habitual, se busca fundir el polímero y generar presión en la punta para que salga homogéneamente por el cabezal (die head). En una extrusora de compounding, se busca además generar suficiente mezclado para homogeneizar el producto y los aditivos.
Tras el fundido y el mezclado, el producto final puede extruirse con la forma deseada para obtener producto final o extruir en forma de hilo para poder pelletizar el producto y emplearlo posteriormente o venderlo. 